# Harem (film 1986)
Harem (ang. Harem - The Loss Of Innocence) – amerykański telewizyjny film kostiumowy z 1986 roku.

## Treść
Młoda Brytyjka, Jessica, wyrusza wraz z ojcem do Turcji. Na miejscu planuje spotkać się z narzeczonym Forestem. W trakcie podróży zostaje porwana. Porywaczami są rewolucjoniści buntujący się przeciwko absolutnej władzy sułtana. Ich przywódca Tarik Pasha, liczy na to, że w zamian za nową dziewczynę sułtan uwolni jego towarzyszy broni. W ten sposób Jessica trafia do sułtańskiego haremu.

## Obsada
- Nancy Travis - Jessica Gray
- Julian Sands - Forest
- Art Malik - Tarik Pasha
- Ava Gardner - Kadin
- Rosanne Katon - Judy
- Sarah Miles - Lady Ashley
- Omar Sharif - Sułtan Hassan
- Cherie Lunghi  - Usta
- Tony Spiridakis - Murat
- Philip Stone - Arthur Grey
- John L. Stevens - Radik
- Liz Smith - Pani Pendelton
- Jeremy Sinden - Randolph
- Josette Simon - Geisla